# General Electric J85
Pour les articles homonymes, voir J85.
Le General Electric J85 est un turboréacteur compact et léger qui a obtenu un succès notable : mis en service en 1960, il a été construit depuis à plus de 15 000 exemplaires et est toujours en service cinquante ans plus tard.

## Description

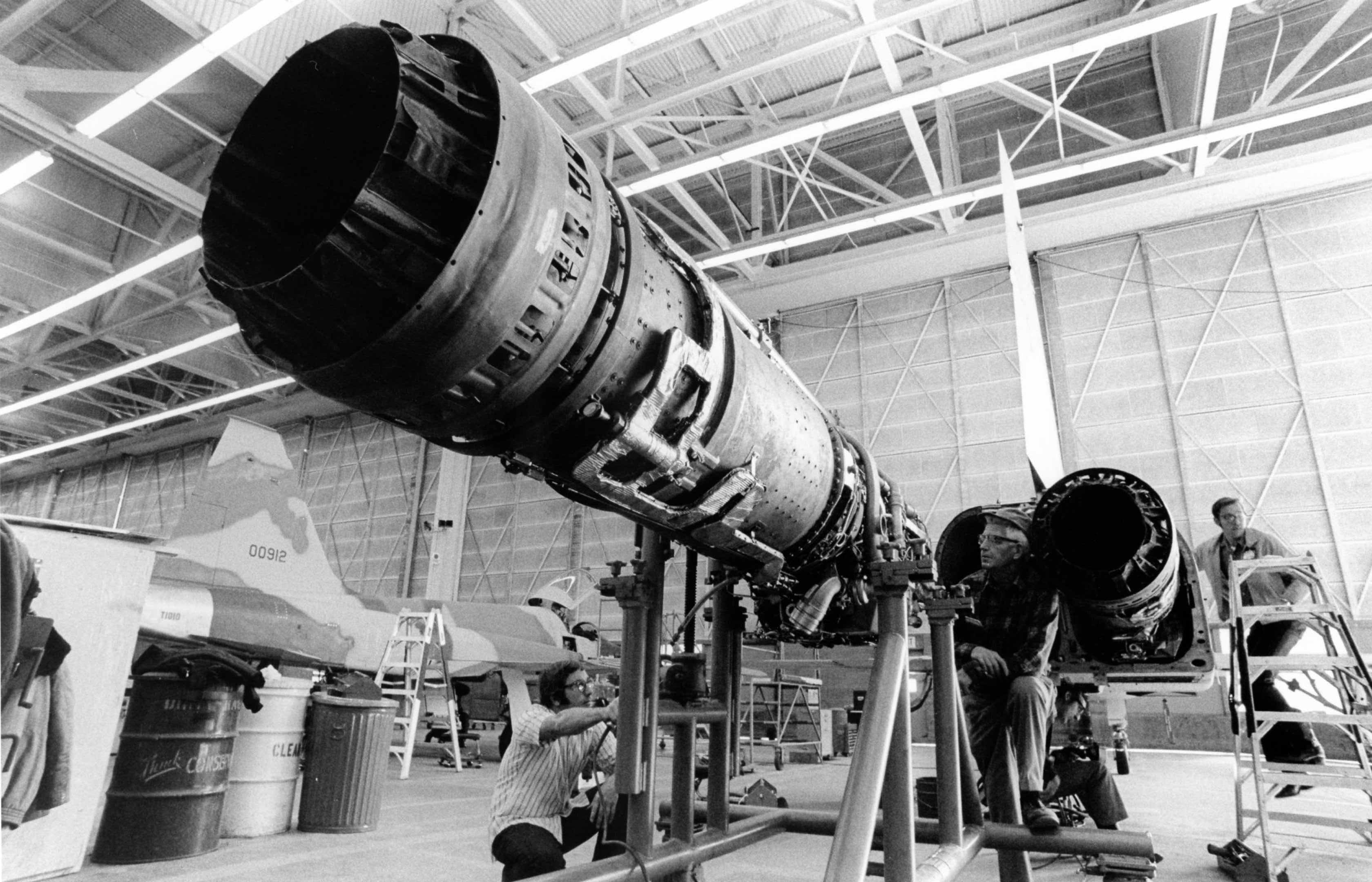
Assemblage des réacteurs J85 d'un F-5E dans l'usine de Hawthorne (Californie) avant 1974.

Conçu à l'origine pour le leurre McDonnell ADM-20 Quail emporté par les Boeing B-52, le J85 est un turboréacteur simple corps de taille réduite et d'un excellent rapport masse/puissance : la version de base pèse en effet moins de 300 kg tout équipée.
Le J85 peut recevoir une postcombustion pour augmenter sa poussée (jusqu'à 22 kN) et a été dérivé en une version civile, la CJ610. Cette dernière a elle-même donné une version double flux, le General Electric CF700, utilisée sur divers avions d'affaires. 
Le J85 est surtout connu parce qu'il équipe le Northrop F-5 Freedom Fighter, mais il motorise plusieurs autres avions légers et bon marché. Plus de 12 000 exemplaires du J85, version civile comprise, ont été construits de 1954 à 1988, pour 18 types d'avions.

## Caractéristiques techniques

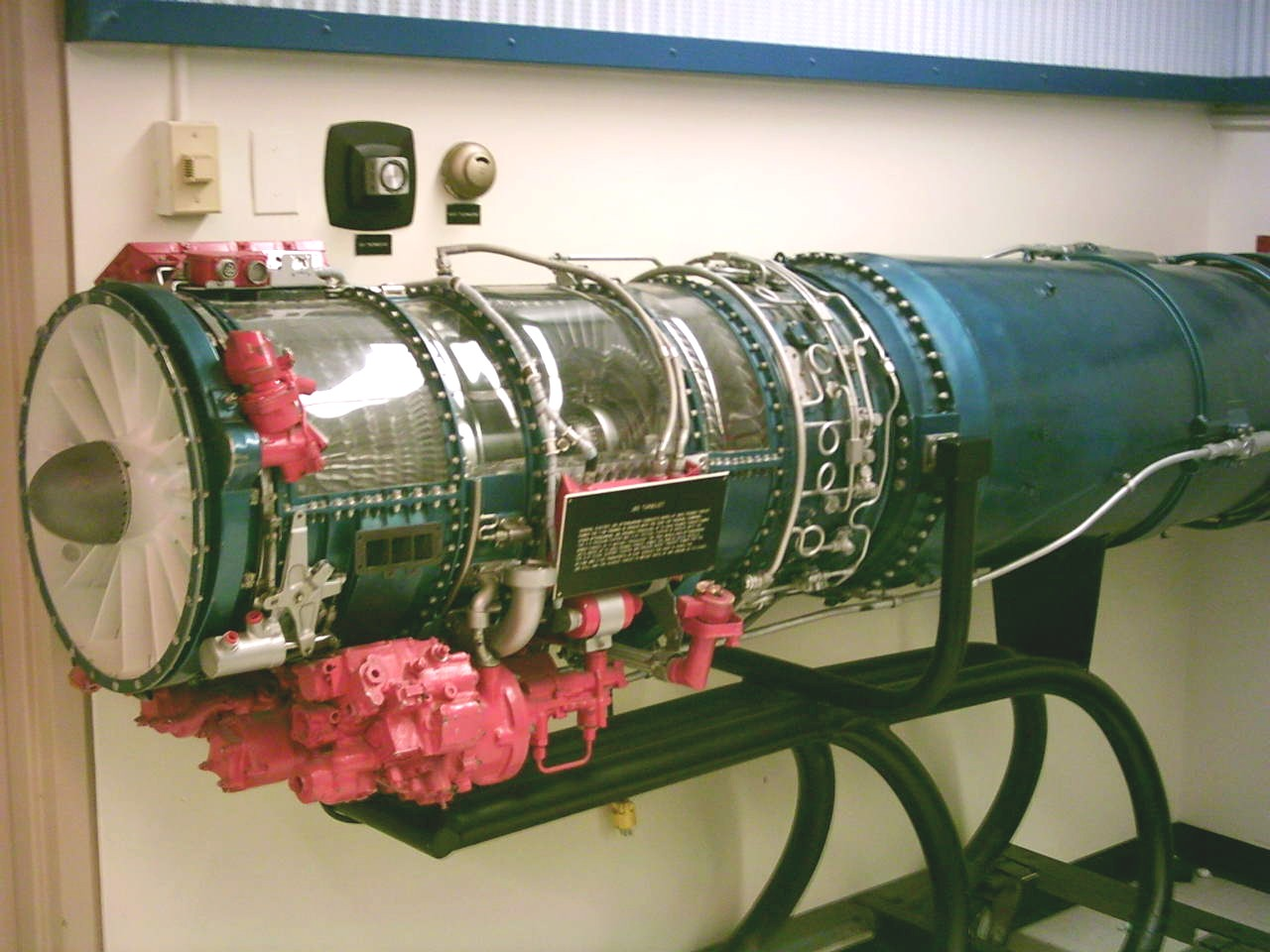
General Electric J85-5.

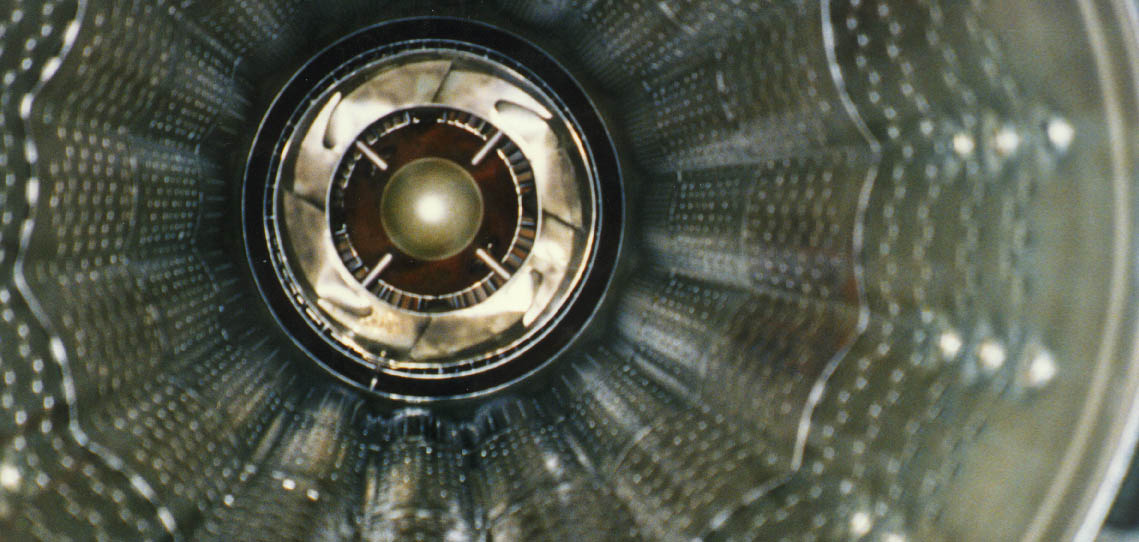
Intérieur d'un réacteur d'un F-5 suisse.

| Comparaison de trois versions du J85 |            |                |               |
|                                      | J85-GE-5J  | J85-17A/B      | J85-GE-21     |
| Compresseur                          | 8 étages   | 8 étages       | 9 étages      |
| Postcombustion                       | oui        | -              | oui           |
| Longueur                             | 2,65 m     | 1,03 m         | 2,97 m        |
| Diamètre                             | 0,53 m     | 0,45 m         | 0,66 m        |
| Masse                                | 265 kg     | 181 kg         | 310 kg        |
| Poussée maxi                         | 17,1 kN    | 12,7 kN        | 22,2 kN       |
| Utilisation                          | T-38 Talon | C-123 Provider | F-5E Tiger II |

## Utilisations
- Avions de combat :
  - Northrop F-5 Freedom Fighter ;
  - Cessna A-37 Dragonfly ;
  - Aeritalia G.91Y, version biréacteur du Fiat G91.

- Avions d'entrainement :
  - Northrop T-38 Talon
  - Canadair CT-114 Tutor (les réacteurs sont produits sous licence au Canada par Orenda)
  - North American T-2 Buckeye (à partir de la version T-2C)

- Avions civils :
  - Learjet 23, 24, 25, 28 et 29
  - Hamburger Flugzeugbau HFB 320 Hansajet

- Autres avions :
  - Fairchild C-123 Provider (transport militaire, version C-123K uniquement, utilisé comme propulseur d'appoint)
  - Bell X-14 (version X-14A uniquement)

## Copies
Pour maintenir en état de vol la flotte de F-5 de la Force aérienne de la république islamique d'Iran, l'iran a procédé à la rétro-ingénierie du moteur et en produit ses propres copies sous le nom Owj.
Autre opérateur de F-5, taiwan aurait également dupliqué ce moteur pour en équiper des missiles de croisière.